# Pieter Mulier (el Jove)
Pieter Mulier (el Jove) (Haarlem, Països Baixos, 1637 - Milà, Itàlia, 29 de juliol de 1709) fou un pintor neerlandès del Barroc.
Era fill i deixeble de Pieter Mulier (el Vell) (1610-1659) però després imità el gènere de pintura cultivat per Franz Snyders. A més de les escenes de caça i lluites entre animals, assumptes preferits per Snyders, Mulier pintà nombroses marines en moments de temporal i de forts huracans, raó per la qual també a Roma se l'anomenà El Tempesta. Aconseguí tant de favor entre el públic romà, que es veié precisat a utilitzar els serveis d'un hàbil ajudant, amb la germana del qual va contraure matrimoni.
Cridat més tard a Gènova, on va vuire amb la seva primera esposa, Lidia Rossi. Concení tan violenta passió per la genovesa Anna Beltrami, que va llogar dos sicaris per assassinar la seva esposa mentre es traslladaven de Roma a Gènova. Descobert el crim, només es lliurà de la mort mercès a les gestions de poderosos amics, va romandre tancat a la presó durant setze anys, on precisament pintà moltes de les seves obres.
Va adoptar molts noms: Cavalier Pietro Tempesta, Tempeest Mulier, Muller, Mulier II o Müller, signant algunes obres en llatí (Petrus de Mulieribus). Mulier va morir a Milà el 1701.
La Galeria Reial de Dresden (Saxònia) posseeix cinc obres de Tempesta; se'n conserven d'altres als Museus de Sant Petersburg l'Hermitage, Milà (Pinacoteca Brera) i Nantes (França).